# Schiffsbetriebsoffizier
Der Schiffsbetriebsoffizier, abgekürzt SBO, gehört gelegentlich zur Besatzung von Seeschiffen in der  Handelsschifffahrt und übernimmt, anders als der klassische nautische beziehungsweise technische Schiffsoffizier, Aufgaben und Verantwortung im Gesamtschiffsbetrieb. Hierfür benötigt er sowohl ein nautisches als auch ein technisches Befähigungszeugnis. Auf Schiffen, für die der Einsatz von Schiffsbetriebsoffizieren nicht vorgesehen ist, kann der im Gesamtschiffsbetrieb qualifizierte Offizier auch als ausschließlich nautischer beziehungsweise technischer Schiffsoffizier eingesetzt werden. Ein Wechsel zwischen den Ressorts während des Einsatzes oder auch alternierend zwischen den Reisen ist ebenfalls möglich.